# Coupe intercontinentale de baseball 2010
Navigation
Édition précédente
La Coupe intercontinentale de baseball 2010 est la 17e édition de cette épreuve mettant aux prises les meilleures sélections nationales. La phase finale s'est tenu du 23 au 31 octobre 2010 à Taïwan. Deux stades ont accueilli les rencontres : le Taichung Intercontinental Baseball Stadium à Taichung et le Douliu Baseball Stadium à Douliu.
Cuba remporte la Coupe, son 11e titre dans la compétition.

## Sélections qualifiées
Dix équipes participent à cette édition :
| Poule A      | Poule A                         | Poule B   | Poule B                         |
| ------------ | ------------------------------- | --------- | ------------------------------- |
| Taïwan       | Coupe intercontinentale 2006    | Italie    | 6e Coupe intercontinentale 2006 |
| Cuba         | Coupe intercontinentale 2006    | Japon     | 4e Coupe intercontinentale 2006 |
| Rép. tchèque | 1re apparition                  | Pays-Bas  | Coupe intercontinentale 2006    |
| Hong Kong    | 1re apparition                  | Nicaragua | 5e Coupe intercontinentale 1997 |
| Corée du Sud | 7e Coupe intercontinentale 2006 | Thaïlande | 1re apparition                  |

## Format du tournoi
Lors du premier tour, les équipes sont réparties en deux poules au format round robin. Les trois meilleures équipes se qualifient pour une poule finale où les équipes conservent leur résultats du 1er tour face aux qualifiés de leur poule. Elles rencontrent les équipes venant de l'autre poule. À l'issue de la poule finale, les deux premiers s'affrontent en finale, les autres en matchs de classement, y compris les perdants du premier tour.
Si une équipe mène de plus de 10 points après le début de la 7e manche, le match est arrêté (mercy rule).

## Classement final
| Pl. | Sélection    |
| --- | ------------ |
|     | Cuba         |
|     | Pays-Bas     |
|     | Italie       |
| 4   | Taïwan       |
| 5   | Japon        |
| 6   | Corée du Sud |
| 7   | Nicaragua    |
| 8   | Rép. tchèque |
| 9   | Thaïlande    |
| 10  | Hong Kong    |

## Premier tour

### Poule A
| Date       | Heure | Stade    | Recevant     | Visiteur     | Score         |
| ---------- | ----- | -------- | ------------ | ------------ | ------------- |
| 23 octobre | 12.30 | Taichung | Taïwan       | Corée du Sud | 11 - 5        |
| 23 octobre | 18.30 | Taichung | Rép. Tchèque | Cuba         | 0 - 18 (6 m.) |
| 24 octobre | 12.30 | Taichung | Corée du Sud | Hong Kong    | 17 - 2 (5 m.) |
| 24 octobre | 12.30 | Douliu   | Rép. Tchèque | Taïwan       | 0 - 6         |
| 25 octobre | 18.30 | Taichung | Hong Kong    | Taïwan       | 0 - 10 (7 m.  |
| 25 octobre | 18.30 | Douliu   | Cuba         | Corée du Sud | 3 - 0         |
| 26 octobre | 12.30 | Taichung | Hong Kong    | Rép. Tchèque | 0 - 16 (6 m.) |
| 26 octobre | 18.30 | Douliu   | Corée du Sud | Cuba         | 0 - 2         |
| 27 octobre | 12.30 | Taichung | Cuba         | Hong Kong    | 20 - 0 (5 m.) |
| 27 octobre | 18.30 | Douliu   | Corée du Sud | Rép. Tchèque | 9 - 0         |

| Pl. | Équipe       | J | V | D | PM | PC | %     |
| --- | ------------ | - | - | - | -- | -- | ----- |
| 1   | Cuba         | 4 | 4 | 0 | 43 | 0  | 1.000 |
| 2   | Taïwan       | 4 | 3 | 1 | 27 | 7  | .750  |
| 3   | Corée du Sud | 4 | 2 | 2 | 31 | 7  | .500  |
| 4   | Rép. tchèque | 4 | 1 | 3 | 16 | 33 | .250  |
| 5   | Hong Kong    | 4 | 0 | 4 | 2  | 63 | .000  |

J : rencontres jouées, V : victoires, D : défaites, PM : points marqués, PC : points concédés, % : pourcentage de victoire.

### Poule B
| Date        | Heure | Stade    | Recevant  | Visiteur  | Score         |
| ----------- | ----- | -------- | --------- | --------- | ------------- |
| 23 octobre  | 19.30 | Taichung | Nicaragua | Japon     | 0 - 8         |
| 23 octobre  | 15.30 | Douliu   | Italie    | Pays-Bas  | 0 - 10 (7 m.) |
| 24 octobre  | 18.30 | Taichung | Thaïlande | Italie    | 6 - 15        |
| 24 octobre  | 18.30 | Douliu   | Nicaragua | Pays-Bas  | 1 - 6         |
| 25 octobre  | 12.30 | Taichung | Italie    | Nicaragua | 5 - 2         |
| 25 octobre  | 12.30 | Douliu   | Japon     | Thaïlande | 15 - 0 (5 m.) |
| 26 octobre  | 12.30 | Douliu   | Thailande | Nicaragua | 3 - 18 (7 m.) |
| 26 octobre  | 18.30 | Taichung | Pays-Bas  | Japon     | 1 - 2         |
| 14 novembre | 12.30 | Taichung | Pays-Bas  | Thaïlande | 7 - 2         |
| 14 novembre | 18.30 | Douliu   | Japon     | Italie    | 0 - 3         |

| Pl. | Équipe    | J | V | D | PM | PC | %    |
| --- | --------- | - | - | - | -- | -- | ---- |
| 1   | Pays-Bas  | 4 | 3 | 1 | 24 | 5  | .750 |
| 2   | Japon     | 4 | 3 | 1 | 25 | 4  | .750 |
| 3   | Italie    | 4 | 3 | 1 | 23 | 18 | .750 |
| 4   | Nicaragua | 4 | 1 | 3 | 21 | 22 | .250 |
| 5   | Thaïlande | 4 | 0 | 4 | 11 | 55 | .000 |

J : rencontres jouées, V : victoires, D : défaites, PM : points marqués, PC : points concédés, % : pourcentage de victoire.

## Deuxième tour

### Poule C
| Date       | Heure | Stade    | Recevant | Visiteur     | Score         |
| ---------- | ----- | -------- | -------- | ------------ | ------------- |
| 28 octobre | 12.30 | Taichung | Cuba     | Pays-Bas     | 6 - 3         |
| 28 octobre | 14.00 | Douliu   | Italie   | Corée du Sud | 5 - 2         |
| 28 octobre | 18.30 | Taichung | Taïwan   | Japon        | 12 - 5        |
| 29 octobre | 12.30 | Taichung | Cuba     | Japon        | 4 - 1         |
| 29 octobre | 14.00 | Douliu   | Pays-Bas | Corée du Sud | 3 - 1         |
| 29 octobre | 18.30 | Taichung | Taïwan   | Italie       | 6 - 2         |
| 30 octobre | 12.30 | Taichung | Pays-Bas | Taïwan       | 5 - 3 (10 m.) |
| 30 octobre | 14.00 | Douliu   | Cuba     | Italie       | 5 - 3         |
| 30 octobre | 18.30 | Taichung | Japon    | Corée du Sud | 1 - 8         |

| Pl. | Équipe       | J | V | D | PM | PC | %     |
| --- | ------------ | - | - | - | -- | -- | ----- |
| 1   | Cuba         | 5 | 5 | 0 | 20 | 7  | 1.000 |
| 2   | Pays-Bas     | 5 | 3 | 2 | 22 | 12 | .600  |
| 3   | Taïwan       | 5 | 3 | 2 | 32 | 19 | .600  |
| 4   | Italie       | 5 | 2 | 3 | 13 | 23 | .400  |
| 5   | Corée du Sud | 5 | 1 | 4 | 55 | 55 | .200  |
| 6   | Japon        | 5 | 1 | 4 | 55 | 55 | .200  |

J : rencontres jouées, V : victoires, D : défaites, PM : points marqués, PC : points concédés, % : pourcentage de victoire.

### Demi-finales8e/10e
| Date       | Heure | Stade    | Recevant     | Visiteur  | Score         |
| ---------- | ----- | -------- | ------------ | --------- | ------------- |
| 29 octobre | 12.30 | Taichung | Rép. Tchèque | Thaïlande | 13 - 3 (7 m.) |
| 29 octobre | 18.30 | Taichung | Nicaragua    | Hong Kong | 12 - 2 (7 m.) |

## Troisième tour

### Matchs de classement5eà10e
| Match  | Date       | Heure | Stade    | Recevant     | Visiteur  | Score  |
| ------ | ---------- | ----- | -------- | ------------ | --------- | ------ |
| 9e/10e | 30 octobre | 12.30 | Taichung | Thaïlande    | Hong Kong | 6 - 5  |
| 7e/8e  | 30 octobre | 18.30 | Taichung | Rép. Tchèque | Nicaragua | 5 - 11 |
| 5e/6e  | 31 octobre | 12.30 | Douliu   | Corée du Sud | Japon     | 1 - 2  |

### Médaille de bronze
| Date       | Heure | Stade    | Recevant | Visiteur | Score |
| ---------- | ----- | -------- | -------- | -------- | ----- |
| 31 octobre | 12.30 | Taichung | Taïwan   | Italie   | 3 - 4 |

### Médaille d'or
| Date       | Heure | Stade    | Recevant | Visiteur | Score |
| ---------- | ----- | -------- | -------- | -------- | ----- |
| 31 octobre | 18.30 | Taichung | Cuba     | Pays-Bas | 4 - 1 |

## Récompenses
Voici les joueurs récompensés lors du tournoi,:
| Position          | Joueur              |
| ----------------- | ------------------- |
| Lanceur partant   | Pan Wei-Lun         |
| Lanceur de relève | Yadier Pedroso      |
| Receveur          | Juan Angrisano      |
| 1er but           | Curt Smith          |
| 2e but            | Héctor Olivera      |
| 3e but            | Yulieski Gourriel   |
| Arrêt-court       | Mariekson Gregorius |
| Champs extérieurs | Alexei Bell         |
| Champs extérieurs | Giorvis Duvergel    |
| Champs extérieurs | Che-Hsuan Lin       |
| Frappeur désigné  | Kim Jae Hwan        |

| Récompense                         | Joueur              |
| ---------------------------------- | ------------------- |
| MVP                                | Héctor Olivera      |
| Meilleure moyenne au bâton         | Héctor Olivera      |
| Meilleur moyenne de points mérités | Pan Wei-lun         |
| Meilleure ratio victoires/défaites | Dalier Hinojosa     |
| Plus de points produits            | Alfredo Despaigne   |
| Plus de coups de circuits          | Kim Jae Hwan        |
| Plus de bases volées               | Jung Soo-Bin        |
| Plus de points marqués             | Héctor Olivera      |
| Défenseur exceptionnel             | Mariekson Gregorius |